# Hada plumbifusa
Hada plumbifusa är en fjärilsart som beskrevs av Max Wilhelm Karl Draudt 1924. Hada plumbifusa ingår i släktet Hada och familjen nattflyn. Inga underarter finns listade i Catalogue of Life.